# Битва при Афродісіаді
Битва при Афродісіаді — комбінована морська та сухопутна битва біля південного узбережжя Малої Азії, котра сталась під час боротьби за владу діадохів (полководців Александра Македонського).
У 315 р. до н. е. почалася чергова війна діадохів, у якій проти володаря східних («верхніх») сатрапій Антигона Одноокого виступила коаліція у складі Птолемея, Кассандра та ряда інших полководців. Птолемей, зокрема, володів потужним фінікійським флотом, котрий базувався на Кіпрі та намагався контролювати води біля малоазійського та сирійського узбережжя. В один із днів наприкінці 315 року сюди повернувся із Греції з півсотнею кораблів наварх Птолемея Поліклет. Він пройшов до Памфілії, після чого перейшов до Афродісіади на узбережжі Кілікії-Трахеї (дещо західніше від Селевкії в усті Калікадна). Тут Поліклет дізнався, що з лікійської Патари вийшла родоська ескадра Теодота, котра навербувала команди у Карії, а по берегу її супроводжує загін полководця Антигона Перилая.
Поліклет висадив своїх вояків на берег та сховав їх у зручній засідці — західна Кілікія становить собою вузький прохід уздовж гірського хребта, котрий підступає до самого моря (саме тому вона і отримала назву Трахея — «нерівна, кам'яниста»). Кораблі він укрив дещо далі на схід за мисом. Надалі все відбулось саме так, як запланував Поліклет. Колона Перилая потрапила у засідку та була розгромлена, частину солдатів перебили, частину (разом з командиром) захопили у полон. Коли ж родоські кораблі спробували здійснити висадку, щоб допомогти гинучому загону, їх з тилу атакували судна Поліклета, які до того ховались за мисом. Родоська ескадра також зазнала розгрому, всі її кораблі захопили, а Теодот помер від ран кількома днями пізніше.
Після перемоги Поліклет відплив на Кіпр та далі в Єгипет до Пелусія, де отримав великі почесті від Птолемея. Через певний час останній відав Перилая та ще кількох полонених посольству Антигона.